# Геометричне альбедо
Геометричне альбедо — це відношення фактичної яскравості астрономічного об'єкта, видимої від джерела світла (тобто при нульовому фазовому куті) до яскравості ідеалізованого плоского, повністю відбиваючого, дифузійно розсіюючого за законом Ламберта диска з площею, рівною поперечному перерізу об'єкта.
Нульовий фазовий кут відповідає погляду вздовж напрямку освітлення. Для наземних спостерігачів це відбувається, коли відповідне тіло знаходиться в опозиції та на екліптиці.
Видиме геометричне альбедо відноситься до величини геометричного альбедо з урахуванням лише електромагнітного випромінювання у видимому спектрі.

## Безповітряні тіла
Поверхневі матеріали (реголіти) безповітряних тіл (фактично, більшості тіл у Сонячній системі) є сильно неламбертівськими та демонструють опозиційний ефект, який полягає в набагато сильнішому відбиванні світла прямо назад до його джерела, ніж в інші боки. Це ускладнює визначення геометричного альбедо, бо відбивна здатність має сильний пік для невеликого діапазону фазових кутів поблизу нуля. Інтенсивність цього піку помітно відрізняється між тілами, і її можна знайти, лише проводячи вимірювання під досить малими фазовими кутами. Такі вимірювання зазвичай ускладнені через необхідність точного розміщення спостерігача дуже близько до падаючого світла. Наприклад, Місяць ніколи не видно із Землі під точно нульовим фазовим кутом, тому що тоді він затемнюється. Інші тіла Сонячної системи, як правило, не видно під точно нульовим фазовим кутом навіть в протистоянні, якщо тільки вони під час опозиції не опиняються одночасно у вузлі орбіти, тобто не лежать в площині екліптики. На практиці для отримання параметрів, які характеризують властивості направленого відбиття тіла (параметрів Хапке), використовуються вимірювання при малих ненульових фазових кутах. Описану ними функцію відбиття можна потім екстраполювати до нульового фазового кута, щоб отримати оцінку геометричного альбедо.
Для дуже яскравих, твердих безповітряних об’єктів, таких як супутники Сатурна Енцелад і Тефія, чий загальний коефіцієнт відбиття (бондівське альбедо) близький до одиниці, сильний опозиційний ефект поєднується з високим бондівським альбедо, що дає їм геометричне альбедо вище одиниці (1,4 у випадку Енцелада). Геометричне альбедо вище одиниці означає, що інтенсивність світла, розсіяного назад на одиницю тілесного кута до джерела, вища, ніж це можливо для будь-якої ламбертівської поверхні.

## Зорі
Зорі сяють самі по собі, але вони також можуть відбивати світло. У тісній подвійній зоряній системі поляриметричними методами можна виміряти ефект відбиття - світло, розсіяне однією зорею від іншої (і навпаки), і, отже, також геометричного альбедо двох зір. 
Це завдання було виконано для двох компонентів системи Спіки. Геометричне альбедо Спіки A і B склало 0,0361 і 0,0136 відповідно.
Геометричне альбедо зір, як правило, невелике, для Сонця очікується значення 0,001. Однак очікується, що для гарячіших зір або зір-гігантів кількість відбитого світла буде в кілька разів більша, ніж у зір в системі Спіки.

## Рівнозначні визначення

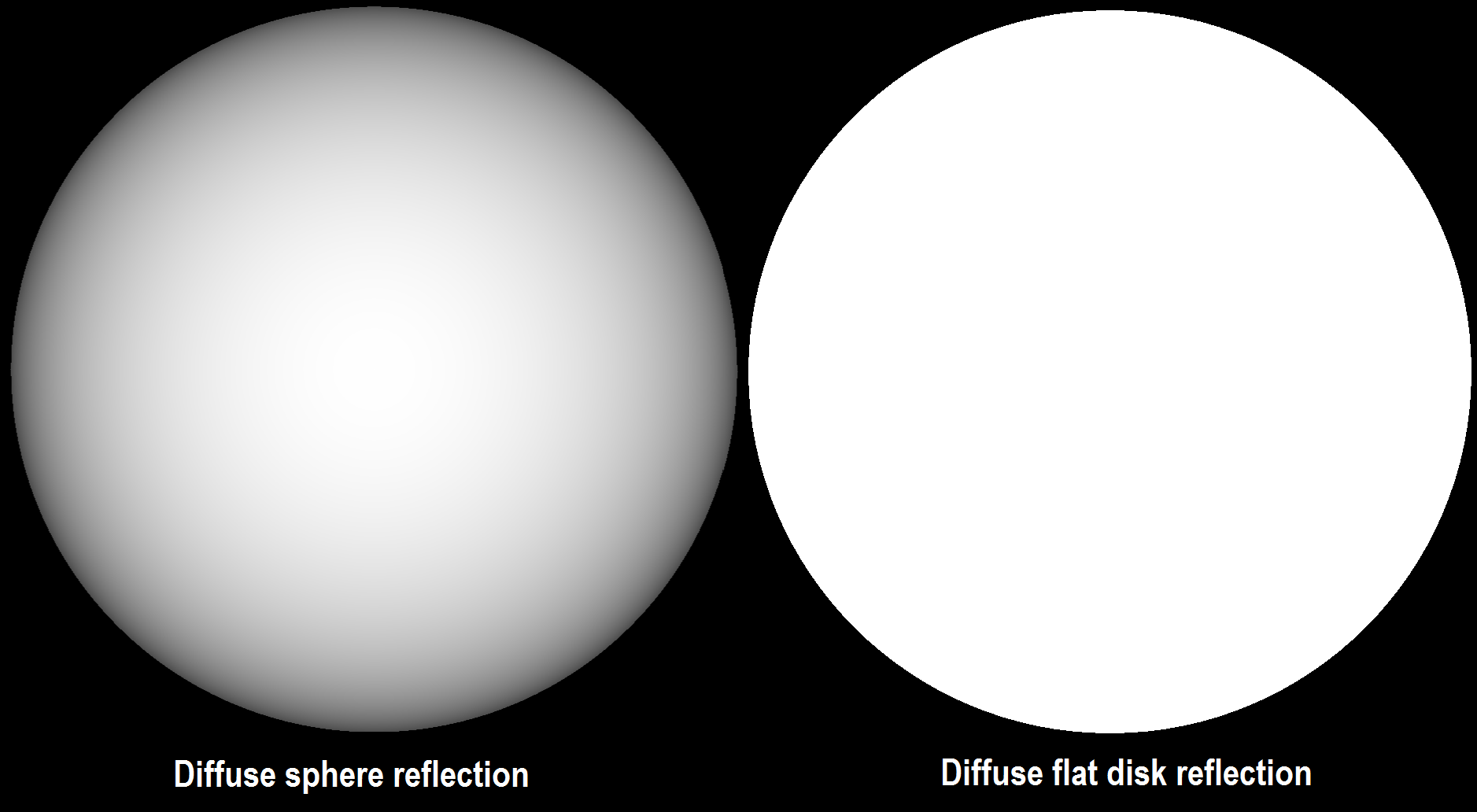
Розсіяне відбиття на сфері та плоскому диску, кожен для випадку геометричного альбедо 1

Для гіпотетичного випадку плоскої поверхні геометричне альбедо — це альбедо поверхні, коли освітлення забезпечується пучком випромінювання, що надходить перпендикулярно до поверхні.

## Приклади
Геометричне альбедо може бути більше або менше, ніж бондівське альбедо, залежно від властивостей поверхні та атмосфери відповідного тіла. Деякі приклади:
| Name     | Бондівське альбедо | Бондівське альбедо | Видиме геометричне альбедо | Видиме геометричне альбедо |
| -------- | ------------------ | ------------------ | -------------------------- | -------------------------- |
| Меркурій | 0.088              | 0.088              | 0.142                      | 0.142                      |
| Венера   | 0.76               | 0.76               | 0.689                      | 0.689                      |
| Земля    | 0.306              | 0.306              | 0.434                      | 0.434                      |
| Місяць   | 0.11               | 0.11               | 0.12                       | 0.12                       |
| Марс     | 0.25               | 0.25               | 0.17                       | 0.17                       |
| Юпітер   | 0.503              | 0.503              | 0.538                      | 0.538                      |
| Сатурн   | 0.342              | 0.342              | 0.499                      | 0.499                      |
| Енцелад  | 0.81               | 0.81               | 1.38                       | 1.38                       |
| Уран     | 0.300              | 0.3                | 0.488                      | 0.488                      |
| Нептун   | 0.290              | 0.29               | 0.442                      | 0.442                      |
| Плутон   | 0.4                | 0.4                | 0.44–0.61                  | 0.44                       |
| Ерида    | 0.99               | 0.99               | 0.96                       | 0.96                       |